# Strażnica WOP Rosówek
Strażnica WOP Rosówek – podstawowy pododdział graniczny Wojsk Ochrony Pogranicza.

## Formowanie i zmiany organizacyjne
Strażnica została sformowana w 1955 na bazie GPK Rosówek. Weszła w skład 123 batalionu WOP jako 59a strażnica WOP. W 1956 rozpoczęto numerowanie strażnic na poziomie brygady. Strażnica Rosówek I kategorii była 7. w 12 Brygadzie Wojsk Ochrony Pogranicza. W 1958 nosiła numer 11.
W latach 60. rozformowano strażnicę. Żołnierze zostali rozdzieleni do sąsiednich strażnic. Zachowano 15-osobową grupę operacyjną do ochrony przejścia granicznego Kołbaskowo i kolejowego Rosówek. Grupa funkcjonowała w budynkach strażnicy Rosówek. Po całkowitym zlikwidowaniu strażnicy w 1963 z budynków strażnicy powstały mieszkania dla kadry z Kołbaskowa. Funkcje zabezpieczenia przejścia w Rosówku i Kołbaskowie powierzono II rzutowej strażnicy Kołbaskowo.

## Służba graniczna
Strażnice sąsiednie:
Strażnica WOP Kołbaskowo, Strażnica WOP Kamieniec - 1959
W 1960 19 strażnica WOP Rosówek III kategorii ochraniała 1840-metrowy odcinek granicy państwowej od znaku granicznego 773 do zn. gr. 769.
Strażnica ochraniała odcinek granicy leżący między stykami strażnic Kamieniec i Broniszewo.
4 marca 1962 dowódca Pomorskiej Brygady WOP meldował: strażnica Rosówek ma za zadanie organizację kontroli ruchu granicznego na przejściu kolejowym Gumieńce-Rosówek i zabezpieczenie odcinka granicznego od znaku gran. 773 do 768 o długości 1840 m.

## Dowódcy strażnicy
- kpt. Włodzimierz Maczugowski - 1956[4]
- kpt. Edward Stróżyk (1956-1962)